# 1486
Portal Geschichte | Portal Biografien | Aktuelle Ereignisse | Jahreskalender | Tagesartikel

◄ |
14. Jahrhundert |
15. Jahrhundert
| 16. Jahrhundert | ►

◄ |
1450er |
1460er |
1470er |
1480er
| 1490er | 1500er | 1510er | ►

◄◄ |
◄ |
1482 |
1483 |
1484 |
1485 |
1486
| 1487 | 1488 | 1489 | 1490 | ► | ►►
Staatsoberhäupter  · Nekrolog
| Januar | Januar | Januar | Januar | Januar | Januar | Januar | Januar |
| Kw     | Mo     | Di     | Mi     | Do     | Fr     | Sa     | So     |
| ------ | ------ | ------ | ------ | ------ | ------ | ------ | ------ |
| 52     |        |        |        |        |        |        | 1      |
| 1      | 2      | 3      | 4      | 5      | 6      | 7      | 8      |
| 2      | 9      | 10     | 11     | 12     | 13     | 14     | 15     |
| 3      | 16     | 17     | 18     | 19     | 20     | 21     | 22     |
| 4      | 23     | 24     | 25     | 26     | 27     | 28     | 29     |
| 5      | 30     | 31     |        |        |        |        |        |

| Februar | Februar | Februar | Februar | Februar | Februar | Februar | Februar |
| Kw      | Mo      | Di      | Mi      | Do      | Fr      | Sa      | So      |
| ------- | ------- | ------- | ------- | ------- | ------- | ------- | ------- |
| 5       |         |         | 1       | 2       | 3       | 4       | 5       |
| 6       | 6       | 7       | 8       | 9       | 10      | 11      | 12      |
| 7       | 13      | 14      | 15      | 16      | 17      | 18      | 19      |
| 8       | 20      | 21      | 22      | 23      | 24      | 25      | 26      |
| 9       | 27      | 28      |         |         |         |         |         |

| März | März | März | März | März | März | März | März |
| Kw   | Mo   | Di   | Mi   | Do   | Fr   | Sa   | So   |
| ---- | ---- | ---- | ---- | ---- | ---- | ---- | ---- |
| 9    |      |      | 1    | 2    | 3    | 4    | 5    |
| 10   | 6    | 7    | 8    | 9    | 10   | 11   | 12   |
| 11   | 13   | 14   | 15   | 16   | 17   | 18   | 19   |
| 12   | 20   | 21   | 22   | 23   | 24   | 25   | 26   |
| 13   | 27   | 28   | 29   | 30   | 31   |      |      |

| April | April | April | April | April | April | April | April |
| Kw    | Mo    | Di    | Mi    | Do    | Fr    | Sa    | So    |
| ----- | ----- | ----- | ----- | ----- | ----- | ----- | ----- |
| 13    |       |       |       |       |       | 1     | 2     |
| 14    | 3     | 4     | 5     | 6     | 7     | 8     | 9     |
| 15    | 10    | 11    | 12    | 13    | 14    | 15    | 16    |
| 16    | 17    | 18    | 19    | 20    | 21    | 22    | 23    |
| 17    | 24    | 25    | 26    | 27    | 28    | 29    | 30    |

| Mai | Mai | Mai | Mai | Mai | Mai | Mai | Mai |
| Kw  | Mo  | Di  | Mi  | Do  | Fr  | Sa  | So  |
| --- | --- | --- | --- | --- | --- | --- | --- |
| 18  | 1   | 2   | 3   | 4   | 5   | 6   | 7   |
| 19  | 8   | 9   | 10  | 11  | 12  | 13  | 14  |
| 20  | 15  | 16  | 17  | 18  | 19  | 20  | 21  |
| 21  | 22  | 23  | 24  | 25  | 26  | 27  | 28  |
| 22  | 29  | 30  | 31  |     |     |     |     |

| Juni | Juni | Juni | Juni | Juni | Juni | Juni | Juni |
| Kw   | Mo   | Di   | Mi   | Do   | Fr   | Sa   | So   |
| ---- | ---- | ---- | ---- | ---- | ---- | ---- | ---- |
| 22   |      |      |      | 1    | 2    | 3    | 4    |
| 23   | 5    | 6    | 7    | 8    | 9    | 10   | 11   |
| 24   | 12   | 13   | 14   | 15   | 16   | 17   | 18   |
| 25   | 19   | 20   | 21   | 22   | 23   | 24   | 25   |
| 26   | 26   | 27   | 28   | 29   | 30   |      |      |

| Juli | Juli | Juli | Juli | Juli | Juli | Juli | Juli |
| Kw   | Mo   | Di   | Mi   | Do   | Fr   | Sa   | So   |
| ---- | ---- | ---- | ---- | ---- | ---- | ---- | ---- |
| 26   |      |      |      |      |      | 1    | 2    |
| 27   | 3    | 4    | 5    | 6    | 7    | 8    | 9    |
| 28   | 10   | 11   | 12   | 13   | 14   | 15   | 16   |
| 29   | 17   | 18   | 19   | 20   | 21   | 22   | 23   |
| 30   | 24   | 25   | 26   | 27   | 28   | 29   | 30   |
| 31   | 31   |      |      |      |      |      |      |

| August | August | August | August | August | August | August | August |
| Kw     | Mo     | Di     | Mi     | Do     | Fr     | Sa     | So     |
| ------ | ------ | ------ | ------ | ------ | ------ | ------ | ------ |
| 31     |        | 1      | 2      | 3      | 4      | 5      | 6      |
| 32     | 7      | 8      | 9      | 10     | 11     | 12     | 13     |
| 33     | 14     | 15     | 16     | 17     | 18     | 19     | 20     |
| 34     | 21     | 22     | 23     | 24     | 25     | 26     | 27     |
| 35     | 28     | 29     | 30     | 31     |        |        |        |

| September | September | September | September | September | September | September | September |
| Kw        | Mo        | Di        | Mi        | Do        | Fr        | Sa        | So        |
| --------- | --------- | --------- | --------- | --------- | --------- | --------- | --------- |
| 35        |           |           |           |           | 1         | 2         | 3         |
| 36        | 4         | 5         | 6         | 7         | 8         | 9         | 10        |
| 37        | 11        | 12        | 13        | 14        | 15        | 16        | 17        |
| 38        | 18        | 19        | 20        | 21        | 22        | 23        | 24        |
| 39        | 25        | 26        | 27        | 28        | 29        | 30        |           |

| Oktober | Oktober | Oktober | Oktober | Oktober | Oktober | Oktober | Oktober |
| Kw      | Mo      | Di      | Mi      | Do      | Fr      | Sa      | So      |
| ------- | ------- | ------- | ------- | ------- | ------- | ------- | ------- |
| 39      |         |         |         |         |         |         | 1       |
| 40      | 2       | 3       | 4       | 5       | 6       | 7       | 8       |
| 41      | 9       | 10      | 11      | 12      | 13      | 14      | 15      |
| 42      | 16      | 17      | 18      | 19      | 20      | 21      | 22      |
| 43      | 23      | 24      | 25      | 26      | 27      | 28      | 29      |
| 44      | 30      | 31      |         |         |         |         |         |

| November | November | November | November | November | November | November | November |
| Kw       | Mo       | Di       | Mi       | Do       | Fr       | Sa       | So       |
| -------- | -------- | -------- | -------- | -------- | -------- | -------- | -------- |
| 44       |          |          | 1        | 2        | 3        | 4        | 5        |
| 45       | 6        | 7        | 8        | 9        | 10       | 11       | 12       |
| 46       | 13       | 14       | 15       | 16       | 17       | 18       | 19       |
| 47       | 20       | 21       | 22       | 23       | 24       | 25       | 26       |
| 48       | 27       | 28       | 29       | 30       |          |          |          |

| Dezember | Dezember | Dezember | Dezember | Dezember | Dezember | Dezember | Dezember |
| Kw       | Mo       | Di       | Mi       | Do       | Fr       | Sa       | So       |
| -------- | -------- | -------- | -------- | -------- | -------- | -------- | -------- |
| 48       |          |          |          |          | 1        | 2        | 3        |
| 49       | 4        | 5        | 6        | 7        | 8        | 9        | 10       |
| 50       | 11       | 12       | 13       | 14       | 15       | 16       | 17       |
| 51       | 18       | 19       | 20       | 21       | 22       | 23       | 24       |
| 52       | 25       | 26       | 27       | 28       | 29       | 30       | 31       |

| Januar | Januar | Januar | Januar | Januar | Januar | Januar | Januar |
| Kw     | Mo     | Di     | Mi     | Do     | Fr     | Sa     | So     |
| ------ | ------ | ------ | ------ | ------ | ------ | ------ | ------ |
| 52     |        |        |        |        |        |        | 1      |
| 1      | 2      | 3      | 4      | 5      | 6      | 7      | 8      |
| 2      | 9      | 10     | 11     | 12     | 13     | 14     | 15     |
| 3      | 16     | 17     | 18     | 19     | 20     | 21     | 22     |
| 4      | 23     | 24     | 25     | 26     | 27     | 28     | 29     |
| 5      | 30     | 31     |        |        |        |        |        |

| Februar | Februar | Februar | Februar | Februar | Februar | Februar | Februar |
| Kw      | Mo      | Di      | Mi      | Do      | Fr      | Sa      | So      |
| ------- | ------- | ------- | ------- | ------- | ------- | ------- | ------- |
| 5       |         |         | 1       | 2       | 3       | 4       | 5       |
| 6       | 6       | 7       | 8       | 9       | 10      | 11      | 12      |
| 7       | 13      | 14      | 15      | 16      | 17      | 18      | 19      |
| 8       | 20      | 21      | 22      | 23      | 24      | 25      | 26      |
| 9       | 27      | 28      |         |         |         |         |         |

| März | März | März | März | März | März | März | März |
| Kw   | Mo   | Di   | Mi   | Do   | Fr   | Sa   | So   |
| ---- | ---- | ---- | ---- | ---- | ---- | ---- | ---- |
| 9    |      |      | 1    | 2    | 3    | 4    | 5    |
| 10   | 6    | 7    | 8    | 9    | 10   | 11   | 12   |
| 11   | 13   | 14   | 15   | 16   | 17   | 18   | 19   |
| 12   | 20   | 21   | 22   | 23   | 24   | 25   | 26   |
| 13   | 27   | 28   | 29   | 30   | 31   |      |      |

| April | April | April | April | April | April | April | April |
| Kw    | Mo    | Di    | Mi    | Do    | Fr    | Sa    | So    |
| ----- | ----- | ----- | ----- | ----- | ----- | ----- | ----- |
| 13    |       |       |       |       |       | 1     | 2     |
| 14    | 3     | 4     | 5     | 6     | 7     | 8     | 9     |
| 15    | 10    | 11    | 12    | 13    | 14    | 15    | 16    |
| 16    | 17    | 18    | 19    | 20    | 21    | 22    | 23    |
| 17    | 24    | 25    | 26    | 27    | 28    | 29    | 30    |

| Mai | Mai | Mai | Mai | Mai | Mai | Mai | Mai |
| Kw  | Mo  | Di  | Mi  | Do  | Fr  | Sa  | So  |
| --- | --- | --- | --- | --- | --- | --- | --- |
| 18  | 1   | 2   | 3   | 4   | 5   | 6   | 7   |
| 19  | 8   | 9   | 10  | 11  | 12  | 13  | 14  |
| 20  | 15  | 16  | 17  | 18  | 19  | 20  | 21  |
| 21  | 22  | 23  | 24  | 25  | 26  | 27  | 28  |
| 22  | 29  | 30  | 31  |     |     |     |     |

| Juni | Juni | Juni | Juni | Juni | Juni | Juni | Juni |
| Kw   | Mo   | Di   | Mi   | Do   | Fr   | Sa   | So   |
| ---- | ---- | ---- | ---- | ---- | ---- | ---- | ---- |
| 22   |      |      |      | 1    | 2    | 3    | 4    |
| 23   | 5    | 6    | 7    | 8    | 9    | 10   | 11   |
| 24   | 12   | 13   | 14   | 15   | 16   | 17   | 18   |
| 25   | 19   | 20   | 21   | 22   | 23   | 24   | 25   |
| 26   | 26   | 27   | 28   | 29   | 30   |      |      |

| Juli | Juli | Juli | Juli | Juli | Juli | Juli | Juli |
| Kw   | Mo   | Di   | Mi   | Do   | Fr   | Sa   | So   |
| ---- | ---- | ---- | ---- | ---- | ---- | ---- | ---- |
| 26   |      |      |      |      |      | 1    | 2    |
| 27   | 3    | 4    | 5    | 6    | 7    | 8    | 9    |
| 28   | 10   | 11   | 12   | 13   | 14   | 15   | 16   |
| 29   | 17   | 18   | 19   | 20   | 21   | 22   | 23   |
| 30   | 24   | 25   | 26   | 27   | 28   | 29   | 30   |
| 31   | 31   |      |      |      |      |      |      |

| August | August | August | August | August | August | August | August |
| Kw     | Mo     | Di     | Mi     | Do     | Fr     | Sa     | So     |
| ------ | ------ | ------ | ------ | ------ | ------ | ------ | ------ |
| 31     |        | 1      | 2      | 3      | 4      | 5      | 6      |
| 32     | 7      | 8      | 9      | 10     | 11     | 12     | 13     |
| 33     | 14     | 15     | 16     | 17     | 18     | 19     | 20     |
| 34     | 21     | 22     | 23     | 24     | 25     | 26     | 27     |
| 35     | 28     | 29     | 30     | 31     |        |        |        |

| September | September | September | September | September | September | September | September |
| Kw        | Mo        | Di        | Mi        | Do        | Fr        | Sa        | So        |
| --------- | --------- | --------- | --------- | --------- | --------- | --------- | --------- |
| 35        |           |           |           |           | 1         | 2         | 3         |
| 36        | 4         | 5         | 6         | 7         | 8         | 9         | 10        |
| 37        | 11        | 12        | 13        | 14        | 15        | 16        | 17        |
| 38        | 18        | 19        | 20        | 21        | 22        | 23        | 24        |
| 39        | 25        | 26        | 27        | 28        | 29        | 30        |           |

| Oktober | Oktober | Oktober | Oktober | Oktober | Oktober | Oktober | Oktober |
| Kw      | Mo      | Di      | Mi      | Do      | Fr      | Sa      | So      |
| ------- | ------- | ------- | ------- | ------- | ------- | ------- | ------- |
| 39      |         |         |         |         |         |         | 1       |
| 40      | 2       | 3       | 4       | 5       | 6       | 7       | 8       |
| 41      | 9       | 10      | 11      | 12      | 13      | 14      | 15      |
| 42      | 16      | 17      | 18      | 19      | 20      | 21      | 22      |
| 43      | 23      | 24      | 25      | 26      | 27      | 28      | 29      |
| 44      | 30      | 31      |         |         |         |         |         |

| November | November | November | November | November | November | November | November |
| Kw       | Mo       | Di       | Mi       | Do       | Fr       | Sa       | So       |
| -------- | -------- | -------- | -------- | -------- | -------- | -------- | -------- |
| 44       |          |          | 1        | 2        | 3        | 4        | 5        |
| 45       | 6        | 7        | 8        | 9        | 10       | 11       | 12       |
| 46       | 13       | 14       | 15       | 16       | 17       | 18       | 19       |
| 47       | 20       | 21       | 22       | 23       | 24       | 25       | 26       |
| 48       | 27       | 28       | 29       | 30       |          |          |          |

| Dezember | Dezember | Dezember | Dezember | Dezember | Dezember | Dezember | Dezember |
| Kw       | Mo       | Di       | Mi       | Do       | Fr       | Sa       | So       |
| -------- | -------- | -------- | -------- | -------- | -------- | -------- | -------- |
| 48       |          |          |          |          | 1        | 2        | 3        |
| 49       | 4        | 5        | 6        | 7        | 8        | 9        | 10       |
| 50       | 11       | 12       | 13       | 14       | 15       | 16       | 17       |
| 51       | 18       | 19       | 20       | 21       | 22       | 23       | 24       |
| 52       | 25       | 26       | 27       | 28       | 29       | 30       | 31       |

## Ereignisse

### Politik und Weltgeschehen

#### England

Tudor-Rose, aus roter Lancaster- und weißer York-Rose entstanden

- 18. Januar: Heinrich VII. von England heiratet aufgrund einer dringenden Bitte von Abgeordneten des House of Commons Elisabeth von York und begründet so mit ihr die Dynastie der Tudor. Die Rosenkriege zwischen dem Haus Lancaster und dem Haus York können so endgültig beigelegt werden. Am 20. September kommt in Winchester der Thronfolger Arthur Tudor zur Welt und wird mit Jubel und Freudenfeuern in den Straßen begrüßt.

#### Heiliges Römisches Reich
- 16. Februar: Maximilian I., Sohn von Friedrich III., wird noch zu Lebzeiten seines Vaters im Kaiserdom St. Bartholomäus in Frankfurt am Main zum König des Heiligen Römischen Reiches gewählt.
- 11. März: Nach dem Tod von Albrecht Achilles wird sein ältester Sohn Johann Cicero neuer Kurfürst von Brandenburg. Die übrigen Besitzungen des Hauses Hohenzollern werden auf die beiden jüngeren Söhne Friedrich II. und Siegmund aufgeteilt.
- 9. April: Im Kaiserdom zu Aachen wird Maximilian I. zum Rex Romanorum gekrönt.
- 26. August: Durch den tödlichen Sturz seines Vaters Ernst von einem Pferd erbt Friedrich III. das Kurland Sachsen-Wittenberg und wird damit zugleich Kurfürst von Sachsen.

#### Republik Venedig

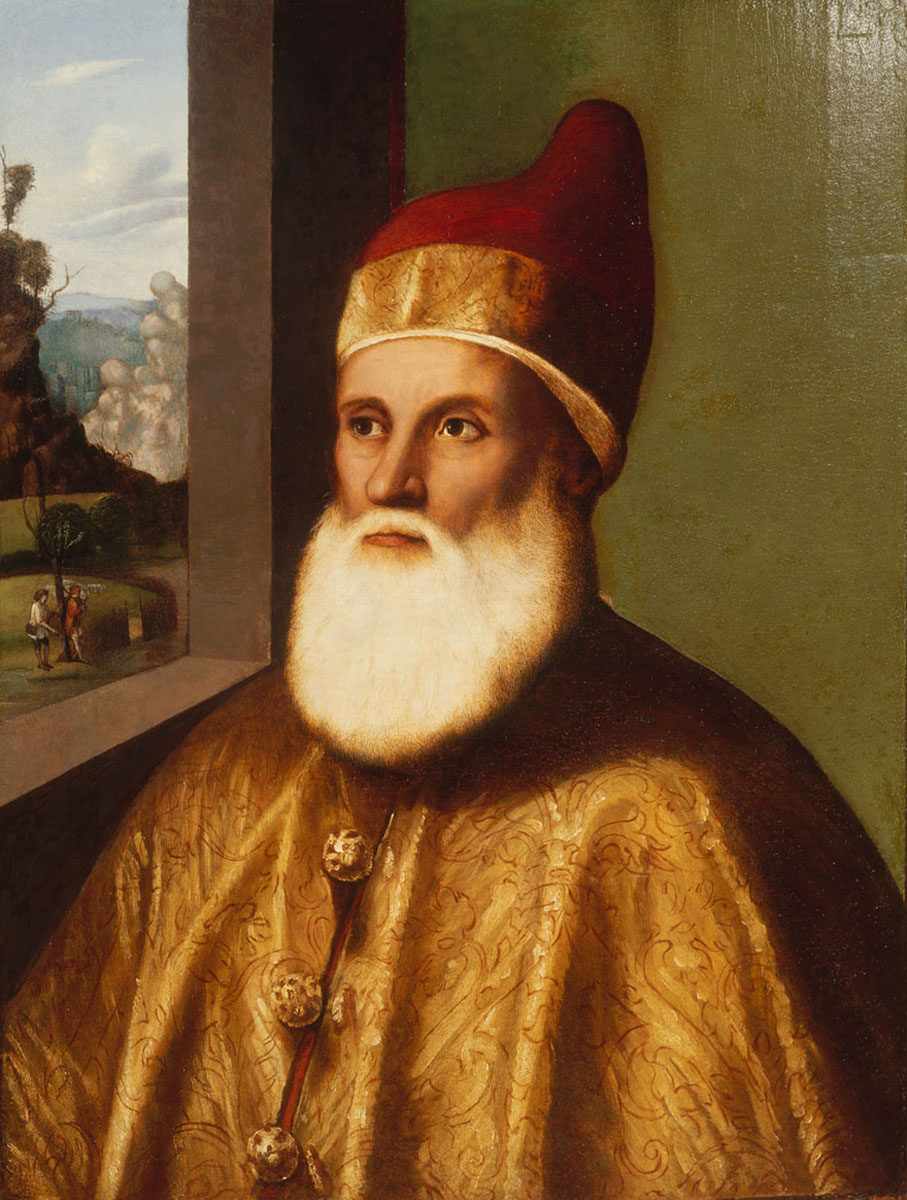
Porträt Agostino Barbarigos von Marco Basaiti

- 14. August: Agostino Barbarigo folgt seinem Bruder Marco als Doge von Venedig nach. Es ist einer der seltenen Fälle, in dem eine Familie zweimal hintereinander den Dogen in der Seerepublik stellt. Er führt angeblich Handkuss und Kniefall in das Zeremoniell ein, was ihn einiges an Sympathie kostet, ebenso wie sein Hang zu Nepotismus und das vollständige Ignorieren seiner Promissione.

#### Iberische Halbinsel
- 29. Mai: Bei der Eroberung der Stadt Loja durch kastilische Truppen wird Muhammad XII., Emir von Granada, neuerlich gefangen genommen. Er wird allerdings bereits im Sommer wieder freigelassen, um den Bürgerkrieg im Emirat zu fördern.
- Muhammad XIII., nasridischer Emir von Granada, wird von seinem Neffen und Vorgänger Muhammad XII. gestürzt, dessen Macht jedoch weiterhin umstritten bleibt. Das Reich zerfällt neuerlich in zwei Machtbereiche.

#### Portugiesische Entdeckungsreisen

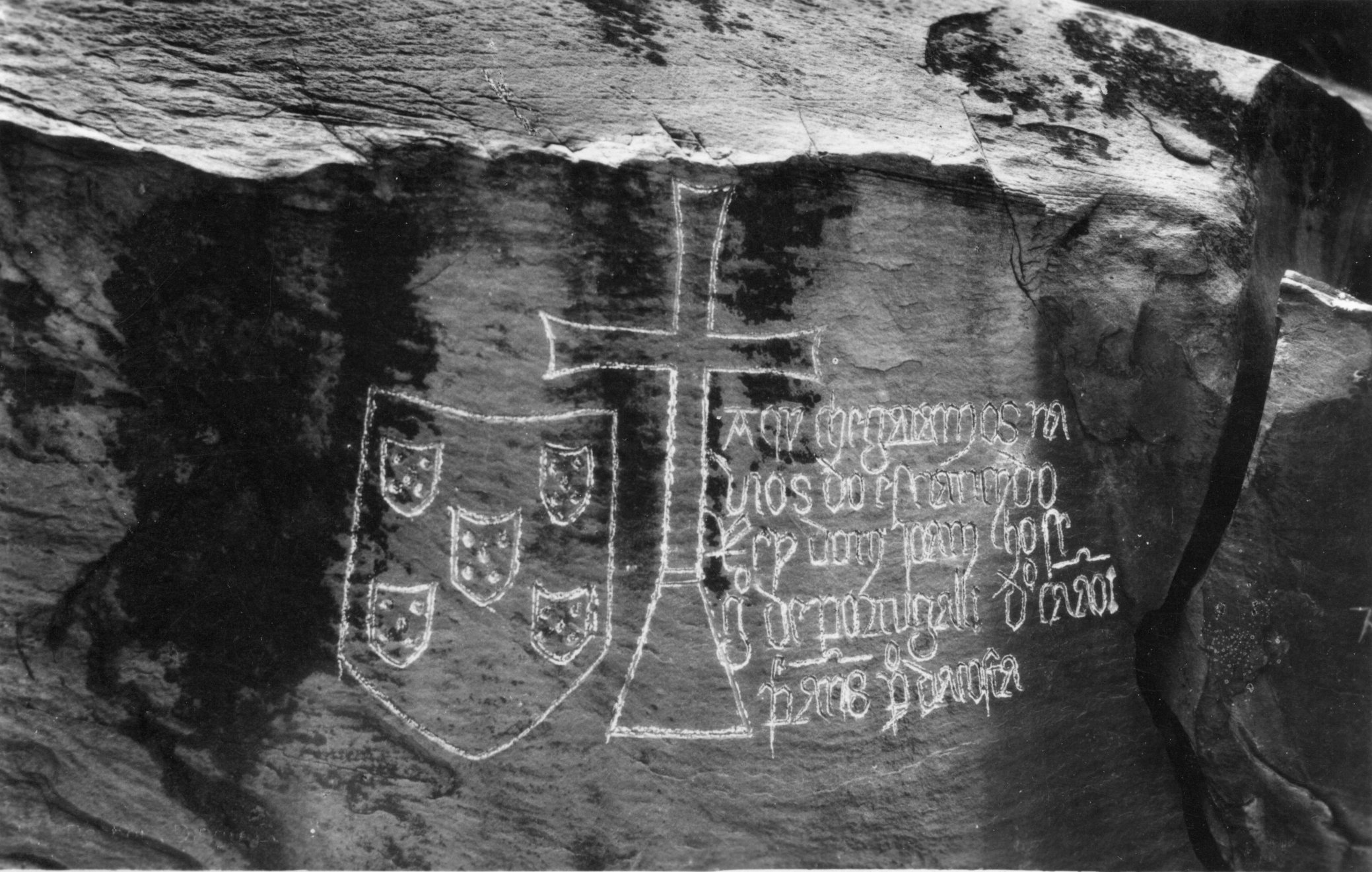
Stein von Ielala

Auf seiner im Vorjahr begonnenen zweiten Reise erreicht der portugiesische Seefahrer Diogo Cão im Januar als erster Europäer das Cabo Cross bei 21°46' südlicher Breite im heutigen Namibia. Auf der Landspitze lässt er eine steinerne Stele, einen sogenannten Padrão errichten. Dieser nördlich der Walfischbucht gelegene Punkt wird als sein weitestes Vordringen nach Süden betrachtet. Auf der gleichen Reise entdeckt er auch das Cabo Frio und die Ilha dos Tigres. Wahrscheinlich befährt Diogo Cão auf der Rückfahrt den Kongo bis zu den Wasserfällen von Ielala, da dort später die in einen Stein geschlagenen Namen von Cão und zwei seiner Mitreisenden gefunden werden. Auf der Rückreise nach Europa kommt Cão vermutlich ums Leben.

#### Mesoamerika

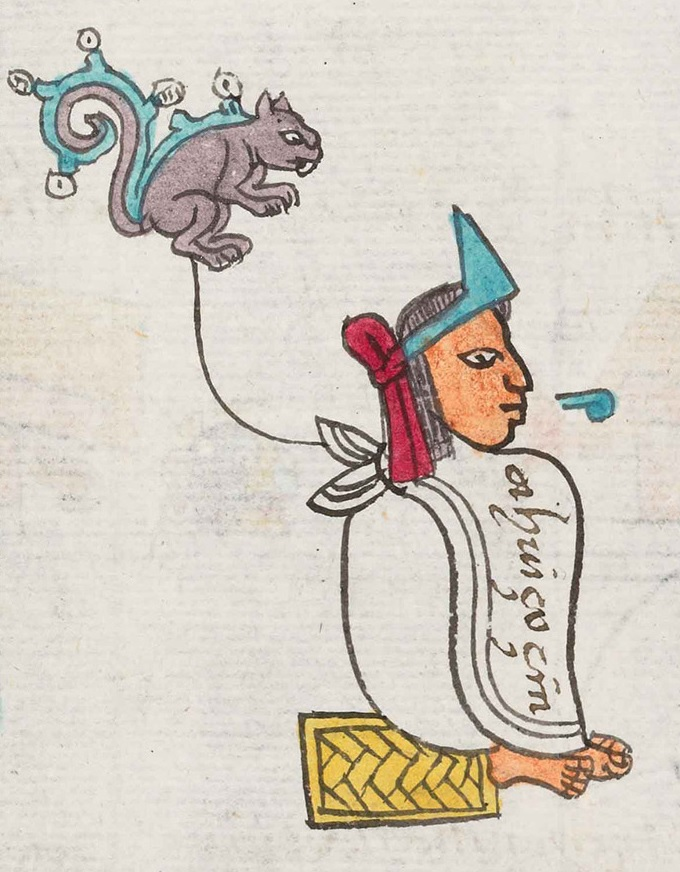
Auítzotl im Codex Mendoza

Auítzotl wird als Nachfolger seines verstorbenen Bruders Tízoc Herrscher der Azteken-Stadt Tenochtitlan. Die Azteken sind aus der Regierungszeit des Tízoc außenpolitisch geschwächt hervorgegangen. Dies zeigt sich in der Tatsache, dass die Oberhäupter der benachbarten Staaten die übliche Einladung zu den Thronbesteigungsfeiern anders als sonst scharf abweisen. Ein anderes Anzeichen dafür ist, dass in den aztekischen Quellen Orte als Kriegsziele des Auítzotl genannt wurden, die von vorherigen Herrschern schon einmal erobert worden sind, etwa das Tal von Toluca. Es handelt sich dabei um Orte, die während der Regentschaft des Tízoc von den Azteken abgefallen sind.

### Wirtschaft
Die ersten Guldengroschen, eine Vorform des Talers, werden in Hall in Tirol erstmals geprägt.

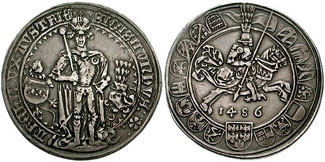
Guldengroschen des Erzherzogs Siegmund von Tirol 1486

- Der Schwarze Bock wird als Unternehmen in Wiesbaden gegründet und ist damit heute das älteste Hotel in Deutschland.

### Kultur
- 11. Februar: Peregrinatio in terram sanctam, Bernhard von Breidenbachs Bericht über eine Pilgerreise ins Heilige Land nach Jerusalem, erscheint in Mainz als Inkunabel in lateinischer Sprache. Am 21. Juni wird die erste frühneuhochdeutsche Ausgabe veröffentlicht.

Botticelli, Die Geburt der Venus

- 1485/86: Sandro Botticelli malt Die Geburt der Venus.
- um 1486: Meister des älteren Gebetbuchs Maximilian I.

### Gesellschaft
- Der Hexenhammer von Heinrich Kramer, einer der ersten gedruckten „Bestseller“, erscheint in Speyer. Er bildet Grundlage und Rechtfertigung für jahrhundertelange Hexenverfolgungen.

### Religion
- 4. August: Das Bistum Málaga wird errichtet. Da sich Málaga noch in maurischer Hand befindet, residiert der Bischof vorläufig in Ronda.
- Das irische Kloster Burrishoole wird durch päpstliche Bulle nachträglich genehmigt.
- Ritter Bertram von Nesselrode gründet bei Burg Ehrenstein im Westerwald das Kloster Liebfrauenthal.

## Geboren

### Geburtsdatum gesichert
- 6. Januar: Martin Agricola, deutscher Musiktheoretiker und Komponist († 1556)
- 10. Februar: Georg von der Pfalz, Bischof in Speyer († 1529)
- 6. März: Francysk Skaryna, litauischer Humanist, Arzt und Übersetzer, gilt als „erster Drucker Weißrusslands“ († 1541)
- 2. Juli: Jacopo Sansovino, italienischer Bildhauer und Architekt († 1570)
- 16. Juli: Andrea del Sarto, italienischer Maler († 1530)
- 3. August: Imperia Cognati, römische Kurtisane († 1512)
- 23. August: Siegmund von Herberstein, österreichischer kaiserlicher Rat und Gesandter am russischen Hof († 1566)
- 14. September: Heinrich Cornelius Agrippa von Nettesheim, deutscher Universalgelehrter, Theologe, Jurist, Arzt und Philosoph († 1535)
- 20. September: Arthur Tudor (Prince of Wales), Kronprinz von England († 1502)
- 10. Oktober: Karl III., Herzog von Savoyen († 1553)
- 13. November: Johannes Eck, deutscher katholischer Theologe († 1543)
- 9. Dezember: Philipp III., Graf von Waldeck-Eisenberg († 1539)

### Genaues Geburtsdatum unbekannt
- Hieronymus Ämiliani, italienischer Ordensgründer und Schutzpatron der Waisen († 1537)
- Johann Apel, deutscher Jurist und Humanist († 1536)
- Hans Daucher, deutscher Bildhauer, -schnitzer und Medailleur († 1538)
- Melchior Fendt, deutscher Physiker und Mediziner († 1564)

## Gestorben

### Todesdatum gesichert

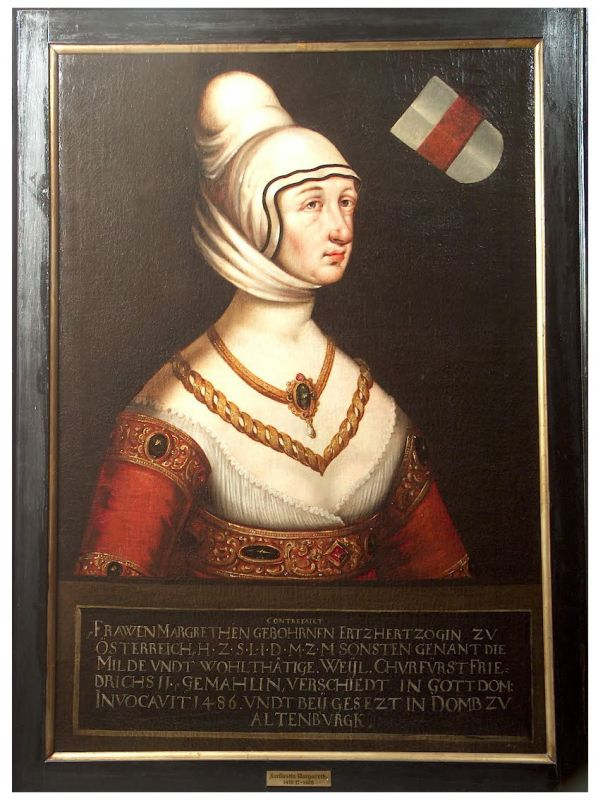
Margaretha von Österreich, Kurfürstin von Sachsen

- 12. Februar: Margaretha von Österreich, Herzogin und Kurfürstin von Sachsen (* um 1416)
- 23. Februar: Johann II. von Werdenberg, Bischof von Augsburg (* um 1430)
- 11. März: Albrecht Achilles, Kurfürst von Brandenburg (* 1414)
- 30. März: Thomas Bourchier, Erzbischof von Canterbury (* 1411)
- 27. April: Liborius von Schlieben, Bischof von Lebus und kurfürstlicher Rat in Brandenburg
- Juni: Claus von Ahlefeldt, Amtshauptmann und Herr auf Gut Marslev und Torp (* 1420)
- 14. Juli: Margarethe von Dänemark, Königin von Schottland (* 1456)
- 3. August: Angelus Geraldini, Diplomat, Bischof von Sessa Aurunca und Cammin (* 1422)
- 14. August: Marco Barbarigo, Doge von Venedig (* um 1413)
- 23. August: Maria von Kleve, Herzogin von Orléans (* 1426)

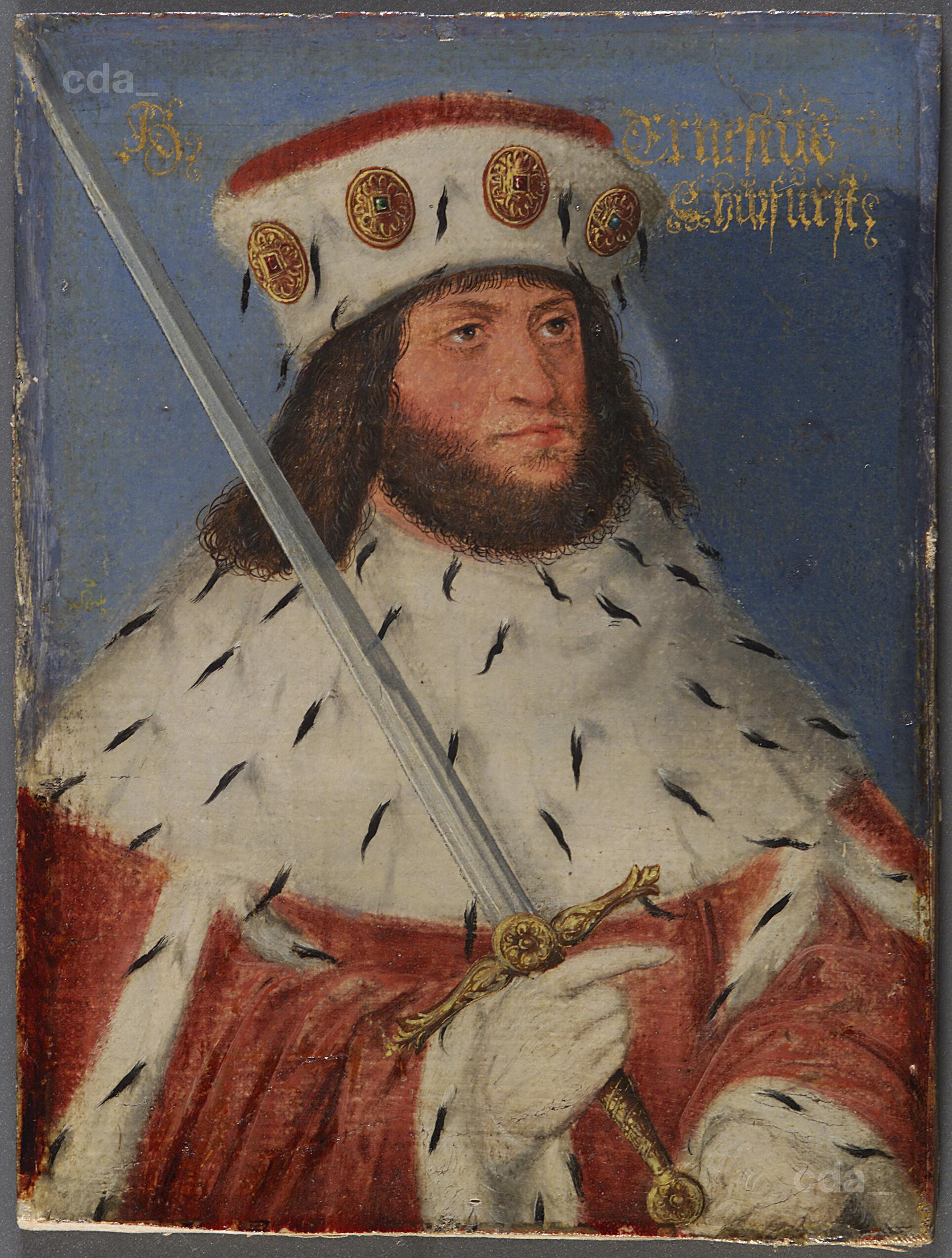
Ernst, Kurfürst von Sachsen

- 26. August: Ernst von Sachsen, Kurfürst von Sachsen, Herzog zu Sachsen, Landgraf in Thüringen und Markgraf zu Meißen (* 1441)
- 2. September: Guy XIV. de Laval, Graf von Laval (* 1407)
- 4. Oktober: Johann von Pfalz-Mosbach, Dompropst zu Augsburg und Regensburg (* 1443)
- 29. Dezember: André de Laval, Admiral und Marschall von Frankreich (* 1408/10)

### Genaues Todesdatum unbekannt
- John Astley, englischer Ritter (* 1430)

### Gestorben um 1486
- Diogo Cão, portugiesischer Seefahrer und Entdecker
- Diebold Schilling der Ältere, eidgenössischer Geschichtsschreiber und Verfasser der Berner Chronik in der Tradition der Schweizer Bilderchronik (* um 1445)